# Cañada de Río Pinto
Cañada de Río Pinto é uma comuna da província de Córdoba, na Argentina.